# División Norris
La División Norris de la NHL se formó en 1974 como parte de la Conferencia Príncipe de Gales. La división se trasladó a la Conferencia Clarence Campbell en 1981. La división existió durante 19 temporadas hasta 1993. La división se llamaba así en honor a James Norris Sr.. Esta división es la predecesora de la actual División Central.

## Composición de la división

### 1974-1979
- Detroit Red Wings
- Los Angeles Kings
- Montreal Canadiens
- Pittsburgh Penguins
- Washington Capitals

#### Cambios para la temporada 1973-1974
- Se crea la División Norris como resultado de una reorganización de la NHL.
- Detroit Red Wings y Montreal Canadiens llegan desde la División Este.
- Los Angeles Kings y Pittsburgh Penguins llegan desde la División Oeste.
- Los Washington Capitals se incorporan como nuevo equipo de la liga.

### 1979-1981
- Detroit Red Wings
- Hartford Whalers
- Los Angeles Kings
- Montreal Canadiens
- Pittsburgh Penguins

#### Cambios para la temporada 1978-1979
- Los Hartford Whalers entran en la NHL procedenes de la World Hockey Association (WHA).
- Los Washington Capitals se trasladan a la División Patrick.

### 1981-1982
- Chicago Blackhawks
- Detroit Red Wings
- Minnesota North Stars
- St. Louis Blues
- Toronto Maple Leafs
- Winnipeg Jets

#### Cambios para la temporada 1980-1981
- La División Norris pasa de la Conferencia Príncipe de Gales a la Conferencia Clarence Campbell.
- Hartford Whalers y Montreal Canadiens se trasladan a la División Adams.
- Los Pittsburgh Penguins se trasladan a la División Patrick.
- Los Angeles Kings se mudan a la División Smythe.
- Minnesota North Stars y Toronto Maple Leafs llegan desde la División Adams.
- Chicago Blackhawks, St. Louis Blues, y Winnipeg Jets llegan desde la División Smythe.

### 1982-1992
- Chicago Blackhawks
- Detroit Red Wings
- Minnesota North Stars
- St. Louis Blues
- Toronto Maple Leafs

#### Cambios para la temporada 1981-1982
- Los Winnipeg Jets se trasladan a la División Smythe.

### 1992-1993
- Chicago Blackhawks
- Detroit Red Wings
- Minnesota North Stars
- St. Louis Blues
- Tampa Bay Lightning
- Toronto Maple Leafs

#### Cambios para la temporada 1991-1992
- Los Tampa Bay Lightning se incorporan en calidad de nuevo equipo.

### Tras la temporada 1992-1993
La liga fue reformada, creando dos conferencias de dos divisiones cada una:
- Conferencia Este
  - División Atlántico
  - División Noreste
- Conferencia Oeste
  - División Central
  - División Pacífico

## Campeones de División
- 1975 - Montreal Canadiens
- 1976 - Montreal Canadiens
- 1977 - Montreal Canadiens
- 1978 - Montreal Canadiens
- 1979 - Montreal Canadiens
- 1980 - Montreal Canadiens
- 1981 - Montreal Canadiens
- 1982 - Minnesota North Stars
- 1983 - Chicago Blackhawks
- 1984 - Minnesota North Stars
- 1985 - St. Louis Blues
- 1986 - Chicago Blackhawks
- 1987 - St. Louis Blues
- 1988 - Detroit Red Wings
- 1989 - Detroit Red Wings
- 1990 - Chicago Blackhawks
- 1991 - Chicago Blackhawks
- 1992 - Detroit Red Wings
- 1993 - Chicago Blackhawks

## Ganadores de la Stanley Cup
- 1976 - Montreal Canadiens
- 1977 - Montreal Canadiens
- 1978 - Montreal Canadiens
- 1979 - Montreal Canadiens